# Artsyz
Artsyz (tiếng Ukraina: Арциз) là một thành phố của Ukraina. Thành phố này thuộc tỉnh Odessa. Thành phố này có diện tích ? km2, dân số theo điều tra dân số năm 2022 là 14355 người.